# Хетерозиготни преносиоци
Хетерозиготни преносиоци су особе које у свом генотипу носе рецесиван алел одговоран за испољавање неке нормалне особине или болести и поремећаја. Пошто се рецесиван алел испољава само у хомозиготном стању (aa), дакле, у пару са истим таквим алелом, особина/болест коју он одређује неће се испољити. Такве особе рецесиван алел преносе својим потомцима. У браку родитеља који су хетерозиготни преносиоци, може се родити дете са испољеном рецесивном одликом. Вероватноћа рађања таквог детета је 25% (види схему на којој је представљен брак хетерозиготних преносилаца и њихово потомство):
P:  Aa  x  Aa
F1: AA, Aa, Aa, aa (25%)